# نوكيا E55
نوكيا E55 (بالإنجليزية: Nokia E55)‏ هو هاتف ذكي صنعته نوكيا، وهو جزء من سلسلة الشركات (أفاسيري). أبعادها 116 × 49 × 9.9 ملم. كان ذا تصميم فريد يشتمل نوكيا E55 كاميرا أساسية تعمل. 16 شاشة TFT بحجم 2.4 بوصة ودقة QVGA توفر عرضًا جيدًا للنصوص والصور. وكاميرا بدقة 3.15 ميجابكسل مع فلاش LED وفلاش مدمج، يمكن للجهاز تسجيل الفيديو بالصوت.، يمكن لنوكيا E55 الطباعة باستخدام بعض الطابعات عبر يو إس بي أو عبر بلوتوث.
- نوكيا E55 يعد نوكيا E52 ونوكيا E55 من الهواتف الذكية من مجموعة نوكيا الموجهة نحو الأعمال Eseries. يقومون بتشغيل سيمبيان v9.3 (S60 الإصدار الثالث FP1). أُعلِن عن الهاتف في 16 فبراير 2009، في حين أُعلن عن E52 لاحقًا في 6 مايو 2009. كلاهما متطابقان جسديًا ووظيفيًا، باستثناء أن E55 لديه "نصف" - لوحة المفاتيح كويرتي'، تشبه لوحة المفاتيح في بلاك بيري بيرل، بينما تحتوي النسخة E52 على لوحة مفاتيح T9 تقليدية.[4][5]
- نوكيا E55 هو هاتف محمول للقطاع الاحترافي الذي أنشأته نوكيا، وهو مصمم ليكون مدمجًا ومريحًا لإرسال رسائل البريد الإلكتروني وخدمة الرسالة القصيرة.

## المواصفات
| الشاشة                 | تي إف تي، بحجم 2.4 بوصة ودقة QVGA توفر عرضًا جيدًا للنصوص والصور                                                            |
| نظام التشغيل           | سيمبيان أو أس S60 |
| الكاميرا الأساسية      | كاميرا بدقة 3.15 ميجابكسل مع فلاش LED. قادرة على تسجيل فيديو عالي الجودة بدقة VGA.                                        |
| المعالج                | معالج ARM11 بسرعة 600 ميجاهرتز وذاكرة وصول عشوائي (RAM) بسعة 256 ميجابايت. تقنية تسريع الرسومات 2D لتحسين أداء الرسوميات. |
| الاتصالات              | شبكة الجيل الثانى GSM 850 – 900 – 1800 – 1900 شبكة الجيل الثالث HSDPA 900 – 1900 – 2100                                   |
| تصوير الفيديو          | موجود بقدرة تصوير ساعتين للمقطع                                                                                           |
| إرسال الوسائط المتعددة | موجود |
| مكالمات الفيديو        | موجود |
| اضغط للتحدث            | موجود |
| دعم جافا               | موجود إم آي دي بي 2.0 |
| ذاكرة داخلية           | 1 جيجابايت |
| مدخل بطاقة ذاكرة       | موجود |
| بلوتوث                 | موجود |
| نقل بيانات عبر سلك     | موجود |
| المتصفح                | واب 2.0 XHTML/HTML |
| بريد إلكتروني          | موجود |
| مشغل موسيقى            | موجود، ستيريو |
| راديو                  | لا يوجد |
| مشغل فيديو             | موجود |
| نغمات إم بي 3          | موجود |
| مكبر صوت عالي التردد   | موجود |
| وضع غير متصل           | موجود |
| بطارية                 | 1500 ميللي أمبير |
| مدة التحدث             | 8 ساعات |
| الوزن                  | 98 غرام |
| الأبعاد                | 116 في 49 في 9.9 ميليمتر                                                                                                  |
| التوفر                 | 2009 |